# 伊恩·米勒
伊恩·米勒（英語：Ian Millar，1947年1月6日—），加拿大男子马术运动员。他曾代表加拿大参加1972年、1976年、1984年、1988年、1992年、1996年、2000年、2004年、2008年和2012年夏季奥林匹克运动会马术比赛，其中2008年奥运会获得一枚银牌。他是历史上第一位参加十届奥运的选手。